# Bajonetten 1
Bajonetten 1 ou Strandvägen 49 est un édifice historique du quartier Östermalm à Stockholm en Suède,

## Description
Bajonetten 1 est situé dans l'ilôt Bajonetten, à l'angle de Strandvägen 49 et Narvavägen 2.
Le bâtiment a été construit en 1894-1895 selon les plans de l'architecte Sam Kjellberg et est labellisé vert par le Musée municipal de Stockholm, ce qui signifie « particulièrement précieux d'un point de vue historique, culturel, historique, environnemental ou artistique ». 
Bayonetten 1 et Beväringen 5 (Strandvägen 47) sont des bâtiments à portail dans le prolongement du pont  Djurgårdsbron au nord et au début de Narvavägen.

## Histoire
Avant la création du quartier actuel de Bajonetten dans les années 1880, il y avait le parc et le jardin du château de Fredrikshov, qui s'étendaient jusqu'à Ladugårdslandsviken. 
Au cours de la première moitié des années 1890, Isaak Hirsch acquiert cette zone de Kronan. Un premier plan d'urbanisme pour Bayonetten fut établi dès 1861, suivi de plans d'urbanisme modifiés en 1885 et 1911 ainsi que du plan de 1940 qui est toujours valable.
Isaak Hirsch était l'un des principaux spéculateurs immobiliers de Stockholm et aurait déclaré : « Ne construisez jamais, achetez et vendez seulement ». 
Mais parfois, il faisait aussi construire des bâtiments et il participa directement ou indirectement à la création de dix des 35 propriétés au total le long de Strandvägen 1–67.
Dans l'ilôt urbain Bajonetten, il a fait construire tout le coin sud-ouest de l'îlot (propriétés n° 1, 2, 9 et 11). 
Isaak Hirsch s'est installé dans la magnifique maison d'angle et y avait également son bureau avec une vue magnifique sur Djurgårdsbron, Ladugårdslandsviken, Djurgårdsbrunnsviken et certaines parties de Djurgården. Son fils Axel Hirsch écrivait : « De son balcon, la famille pouvait regarder toutes sortes de trains et de cortèges, de défilés et de cortèges automobiles, des rafraîchissements étant servis dans le salon ».

## Architecture
Isaak Hirsch a travaillé avec différents architectes. 
Concernant Bayonet 1, il a choisi Sam Kjellberg, qui était également l'architecte des Bajonetten 2, 9 et 11. 
Le maître d'œuvre était Oscar Herrström, qui avait auparavant construit Sergeanten 7 (Strandvägen 39) pour Isaak Hirsch. Le bâtiment a été construit sur cinq étages et un sous-sol. 
La fondation est constituée de l'ancien lit du lac devenu Ladugårdslandsviken et a dû être renforcée par de nombreux pieux.
L'angle arrondi de la maison vers le sud-ouest est flanqué de fenêtres en baie arrondies et de poivrières. 
Sous les avant-toits et autour des angles, une denticule donne à la maison un aspect de château. 
La façade se termine par un pan de façade légèrement saillant qui se termine par un fronton au-dessus de la toiture.
Des baies vitrées supplémentaires sont situées au milieu des deux façades sur rue.
L'entrée principale a été placée dans l'angle et possède un portail en pierre naturelle très richement décoré. 
Un arceau entoure le portail et sur cet arceau il y a des décorations en forme de fleurs avec une fleur sur chaque pierre naturelle.
Au-dessus de la porte se trouve une cartouche avec les initiales « IH » qui représentent Isaak Hirsch.
La surface de la façade sur rue est constituée d'enduit lisse ocre et blanc, ce qui correspond à la teinte d'origine restaurée lors d'une rénovation de façade en 2019. Le sous-sol élevé se distingue de l'extérieur par un grès grossièrement taillé. Le socle haut était réalisé à joints carrés. Les baies vitrées étaient habillées de pierre naturelle.

## Galerie

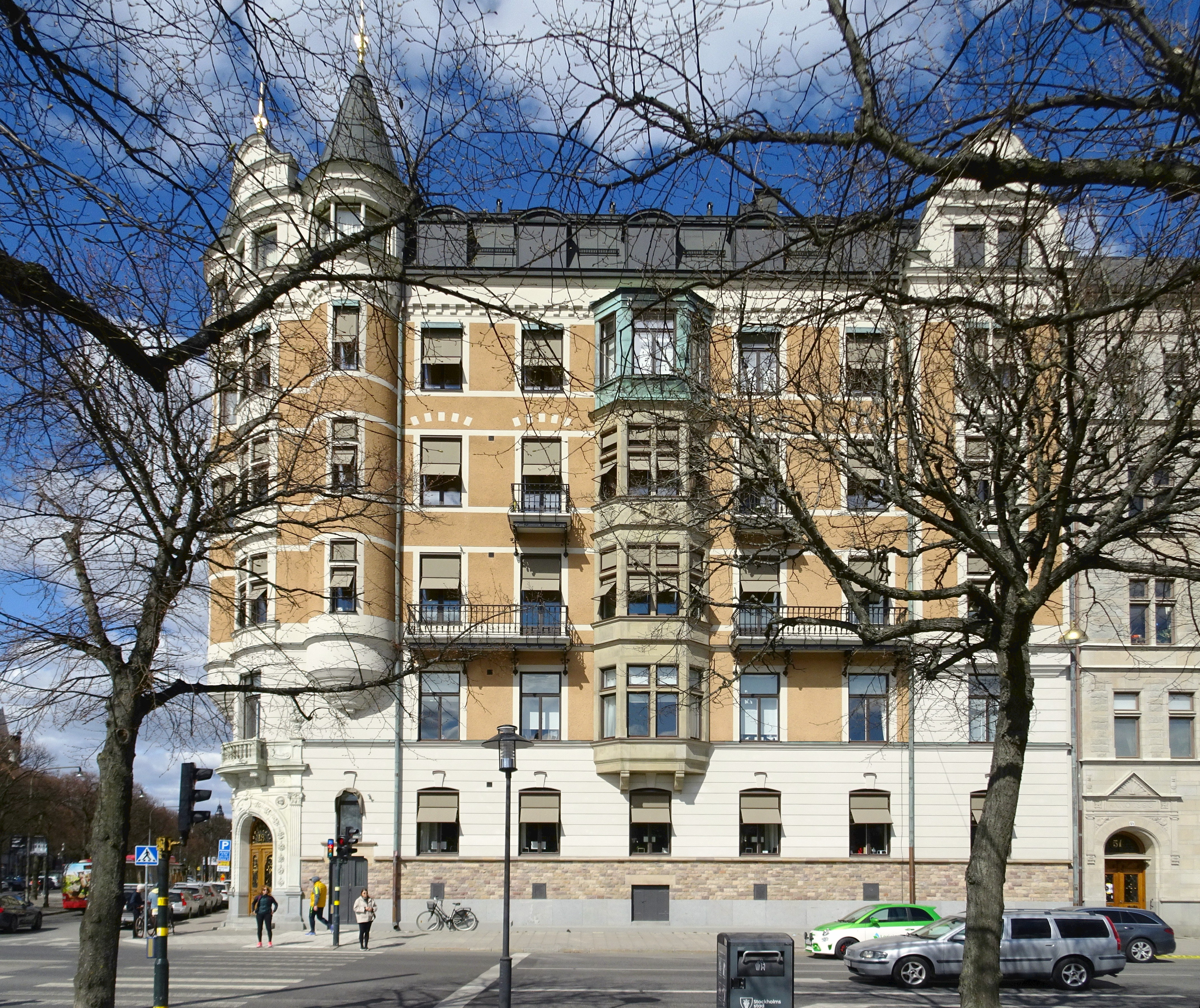
Strandvägen 49.
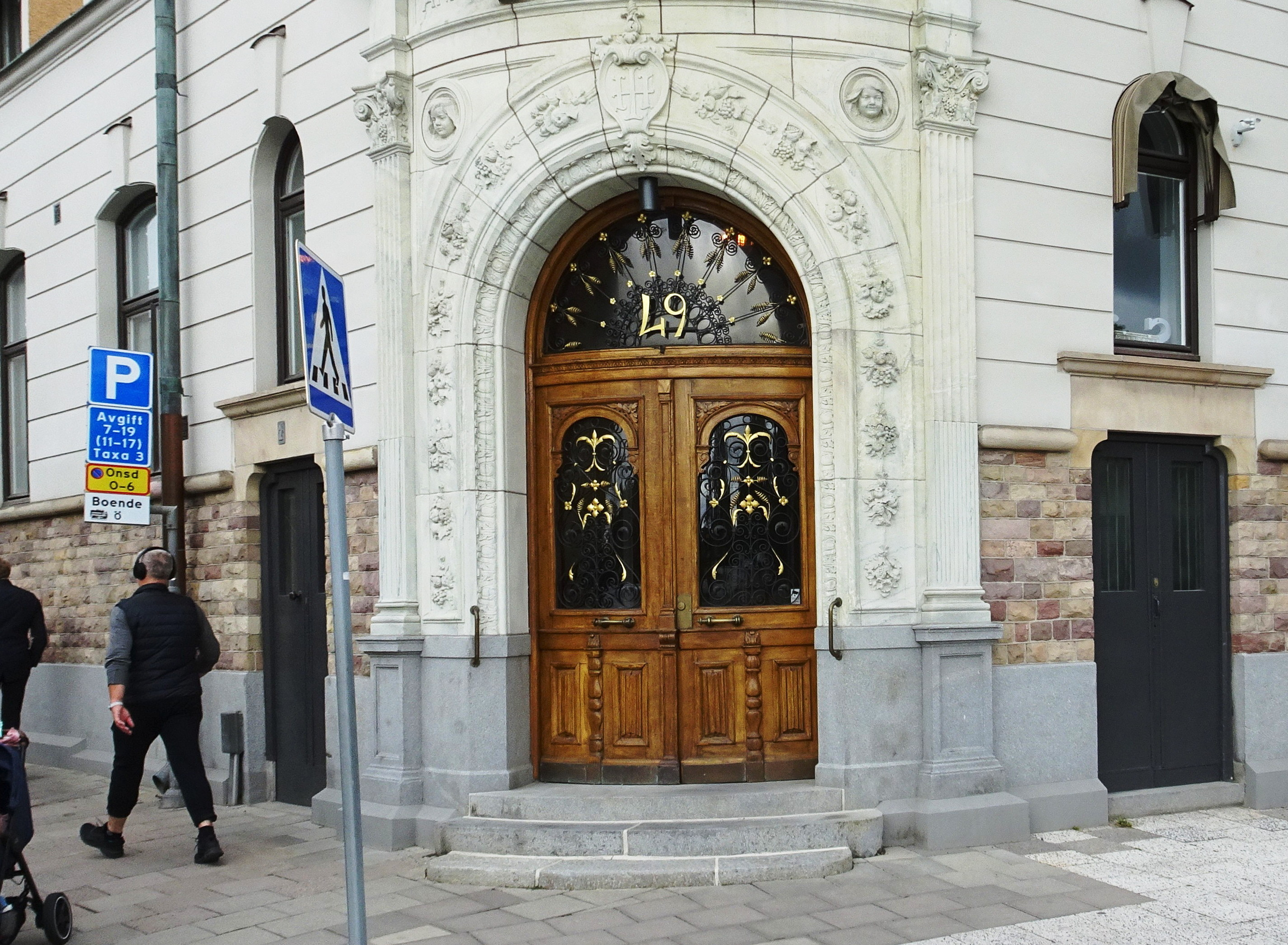
Portail.
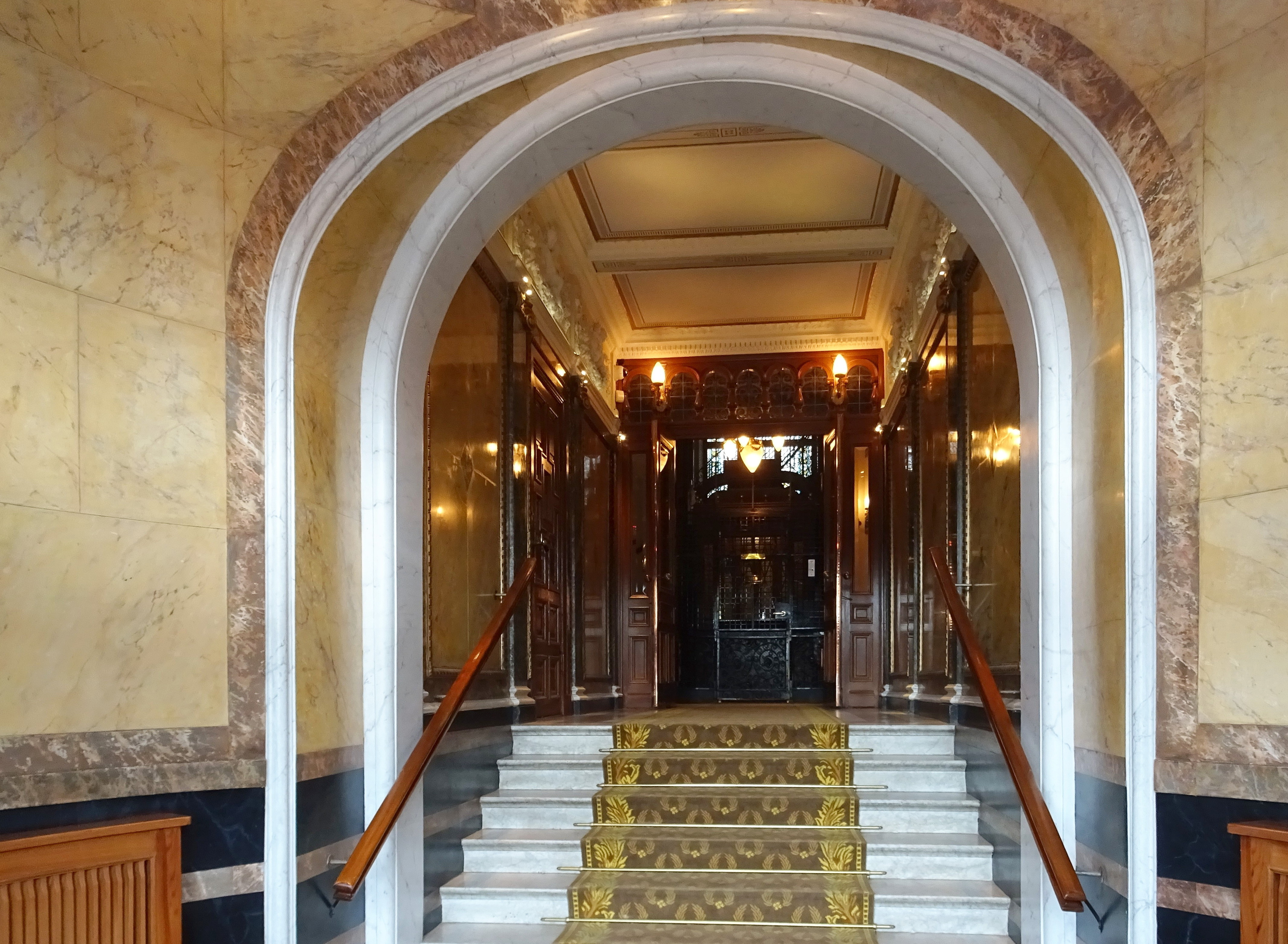
Hall d'entrée.
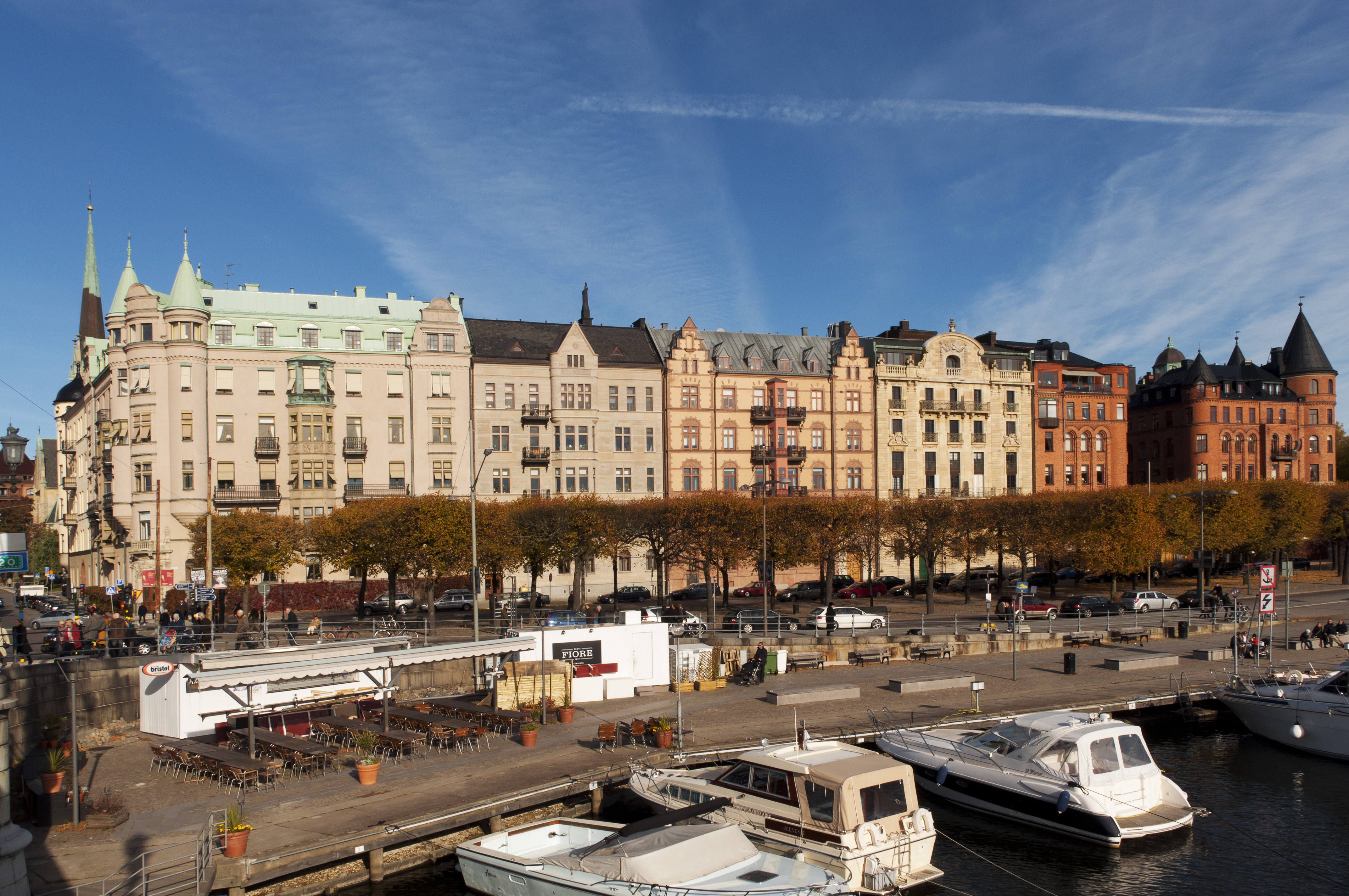
Strandvägen 49-57.